# Christoffel van Egmond (van IJsselsteijn)
Christoffel van Egmond bastaard van IJsselsteyn (overleden ca. 1512), zoon van Frederik van Egmont en een onbekende vrouw. Was in 1499 commandant van 'de grote gaarde' van 2000 man. In 1500 is hij baljuw van Sint-Maartensdijk en Scherpenisse en in 1508 Habsburgs Stadhouder-Generaal van Gelre, onder zijn halfbroer Floris van Egmont.
Christoffel trouwde met Elisabeth van Renesse (overleden na 1523). Uit hun huwelijk is een zoon geboren:
- Willem van Egmond (van IJsselstein)